# Rinatu Coti
Rinatu Coti (Ajaccio, 20 de diciembre de 1944) es un escritor francés en lengua corsa, el más prolífico de la literatura corsa moderna.
De joven colaboró a las revistas U Muntese y Rigiru y ha participado con Pasquale Marchetti en la elaboración del método assimil para la enseñanza del corso. Autor prolífico, ha escrito docenas de cuentos y poemas y es uno de los autores corsos más traducidos a otros idiomas. Desde el 2001 dirige la revista U Taravu y desde el 2003 la asociación Cultura Viva, además de dedicase a la tarea editorial para otros autores corsos o de temática corsa.

## Obra

### Cuentos
- U vangonu neru (1972)
- Una spasimata (1983)
- I ghjorna persi (1985-86)
- A signora (1987),
- U rivaritu Antonu (1980)
- In lu me filu (1990-1999),

### Poesía
- Par viaghju (1974-85)
- U labirintu (1988)
- Aligria (1989),

### Teatro
- A rimigna (1974)

### Ensayo
- Intornu à l'essezza (1978)

- Datos: Q3757105